# Washington Redskins 2012
La stagione 2012 dei Washington Redskins è stata la 81ª della franchigia nella National Football League e la 75ª a Washington. Guidati dal quarterback scelto come secondo assoluto Robert Griffin III, i Redskins migliorarono il loro record di 5–11 della stagione precedente chiudendo la stagione regolare con una striscia di sette vittorie consecutive e terminando con un bilancio di 10-6, primi nella NFC East e quarti nel tabellone della NFC. Fu il loro primo titolo di division dal 1999. La squadra perse nel primo turno di playoff contro i Seattle Seahawks in quella che fu la sua prima qualificazione dal 2007.
I Redskins si classificarono al primo posto della lega per yard corse nel 2012. Le 815 corse da Robert Griffin III e le 1.613 di Alfred Morris (record di franchigia) furono il 90% delle yard corse dal club nel 2012.

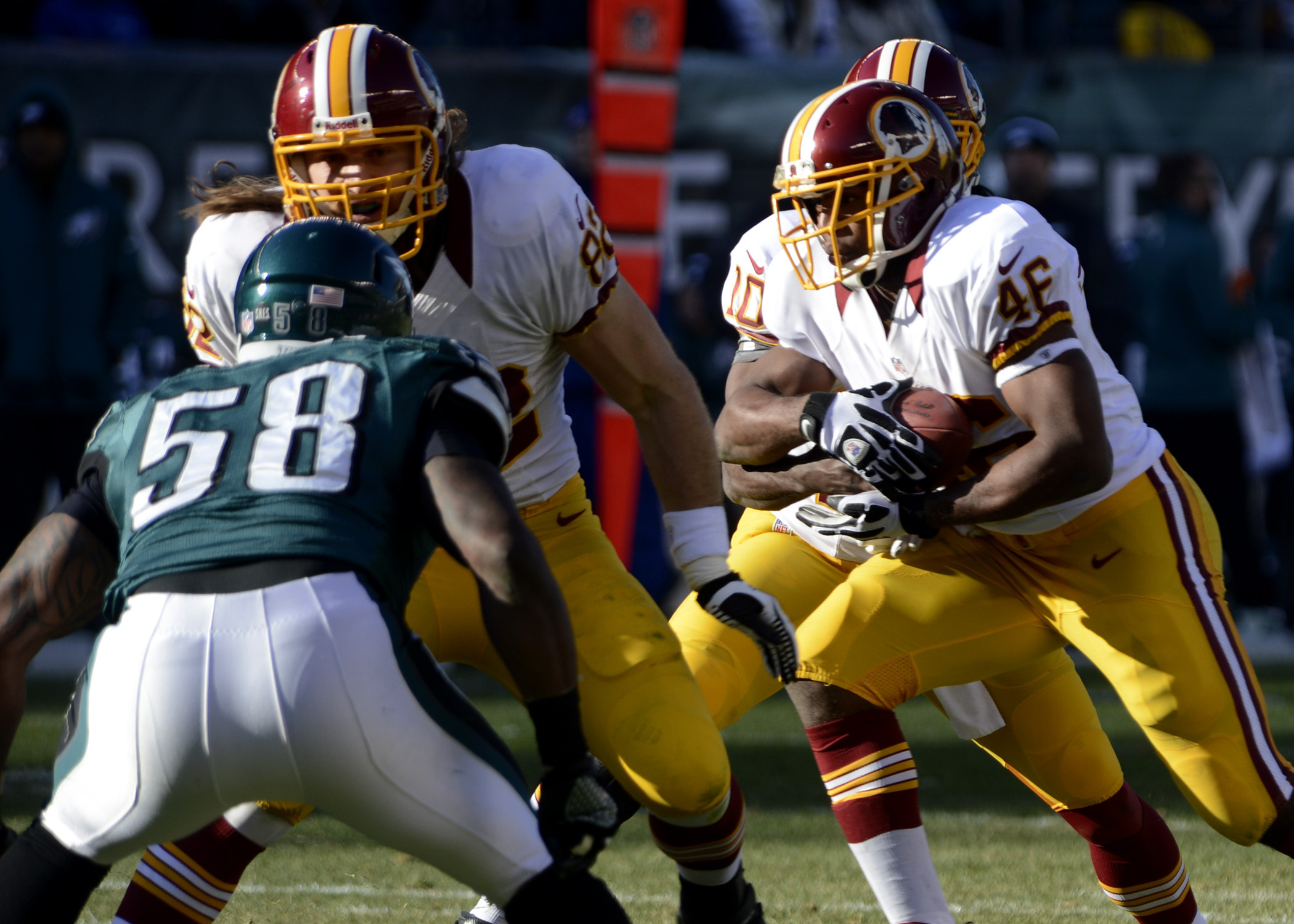
La gara contro gli Eagles del 23 dicembre

## Roster
| Roster dei Washington Redskins nel 2012 |
| --- |
| Quarterback - 12 Kirk Cousins - 10 Robert Griffin III - 8 Rex Grossman Running Back - 46 Alfred Morris - 22 Evan Royster - 25 Keiland Williams - 36 Darrel Young FB Wide Receiver - 16 Brandon Banks - 19 Dezmon Briscoe - 88 Pierre Garçon - 85 Leonard Hankerson - 15 Josh Morgan - 89 Santana Moss - 11 Aldrick Robinson Tight End - 47 Chris Cooley - 84 Niles Paul - 82 Logan Paulsen Offensive Linemen - 66 Chris Chester G - 68 Tom Compton T - 73 Adam Gettis G - 79 Maurice Hurt G/T - 67 Josh LeRibeus C - 78 Kory Lichtensteiger G - 63 Will Montgomery C - 74 Tyler Polumbus T/G - 71 Trent Williams T Defensive Linemen - 92 Chris Baker NT - 72 Stephen Bowen DE - 96 Barry Cofield NT - 64 Kedric Golston DE - 99 Jarvis Jenkins DE/NT - 90 Doug Worthington DE/NT - 98 Reginald Ricks DE/OLB Linebacker - 97 Lorenzo Alexander ILB/OLB - 59 London Fletcher ILB - 50 Rob Jackson OLB - 53 Bryan Kehl ILB - 91 Ryan Kerrigan OLB - 55 Roddrick Muckelroy ILB - 56 Perry Riley ILB - 58 Vic So'oto OLB - 51 Chris Wilson OLB Defensive Back - 39 Richard Crawford CB - 37 Reed Doughty SS - 24 DeJon Gomes SS - 20 Cedric Griffin CB - 23 DeAngelo Hall CB - 45 Jerome Murphy CB - 32 Jordan Pugh SS - 41 Madieu Williams FS - 26 Josh Wilson CB Special Team - 2 Kai Forbath K - 6 Sav Rocca P - 57 Nick Sundberg LS Lista delle riserve - 93 Kentwan Balmer DE (Left Squad) - 48 Jordan Bernstine SS (IR) - 60 Jordan Black T (Sospeso) - -- Dorson Boyce FB (IR) - 77 Jammal Brown OT (PUP) - 94 Adam Carriker DE (IR) - 83 Fred Davis TE (IR) - 38 Tristan Davis RB (IR) - 17 Darius Hanks WR (IR) - 29 Roy Helu RB (IR) - -- Tanard Jackson FS (Sospeso) - 30 D.J. Johnson CB (IR) - 31 Brandon Meriweather SS (IR) - -- Chase Minnifield CB (IR) - 95 Chris Neild NT (IR) - 98 Brian Orakpo OLB (IR) - 52 Keenan Robinson ILB (IR) Squadra di allenamento - 75 Chigbo Anunoby NT - 61 Pat Boyle G - 76 Dominique Hamilton DE - 35 Buddy Jackson CB - 40 Eric Kettani FB - 22 Korey Lindsey CB - 87 DeAngelo Peterson TE - 34 Javarris Williams RB |
| Legenda - I rookie sono in corsivo. - Il primo ruolo è il principale mentre gli eventuali successivi indicano i ruoli secondari. - (IR) sta per Injured Reserve ed indica la lista ristretta per un solo giocatore infortunato che può tornare ad allenarsi dopo la settimana 6 e a rientrare in prima squadra dopo che questa ha giocato 8 partite. - (NF-Inj.) / (NF-Ill.) stanno rispettivamente per Non-Football Injured e Non-Football Illness ed indicano le liste dove viene inserito un giocatore che ha un infortunio o una malattia non dipendente dal football americano. - (PUP) sta per Physically Unable to Perform ed indica la lista dove viene inserito un giocatore mentre è in attesa di recuperare la condizione fisica. Nella stagione regolare dopo la sesta partita giocata dalla propria squadra, il giocatore ha tempo tre settimane per riprendere ad allenarsi, più tre settimane aggiuntive dal suo rientro agli allenamenti per rientrare in prima squadra. |

## Calendario
| Stagione regolare |                    |                         |                    |                    |                          |                    |
| Turno             | Data               | Avversario              | Risultato          | Record             | Stadio                   | Sintesi            |
| 1                 | 9 settembre        | at New Orleans Saints   | V 40–32            | 1–0                | Mercedes-Benz Superdome  | Recap              |
| 2                 | 16 settembre       | at St. Louis Rams       | S 28–31            | 1–1                | Edward Jones Dome        | Recap              |
| 3                 | 23 settembre       | Cincinnati Bengals      | S 31–38            | 1–2                | FedExField               | Recap              |
| 4                 | 30 settembre       | at Tampa Bay Buccaneers | V 24–22            | 2–2                | Raymond James Stadium    | Recap              |
| 5                 | 7 ottobre          | Atlanta Falcons         | S 17–24            | 2–3                | FedExField               | Recap              |
| 6                 | 14 ottobre         | Minnesota Vikings       | V 38–26            | 3–3                | FedExField               | Recap              |
| 7                 | 21 ottobre         | at New York Giants      | S 23–27            | 3–4                | MetLife Stadium          | Recap              |
| 8                 | 28 ottobre         | at Pittsburgh Steelers  | S 12–27            | 3–5                | Heinz Field              | Recap              |
| 9                 | 4 novembre         | Carolina Panthers       | S 13–21            | 3–6                | FedExField               | Recap              |
| 10                | Settimana di pausa | Settimana di pausa      | Settimana di pausa | Settimana di pausa | Settimana di pausa       | Settimana di pausa |
| 11                | 18 novembre        | Philadelphia Eagles     | V 31–6             | 4–6                | FedExField               | Recap              |
| 12                | 22 novembre        | at Dallas Cowboys       | V 38–31            | 5–6                | Cowboys Stadium          | Recap              |
| 13                | 3 dicembre         | New York Giants         | V 17–16            | 6–6                | FedExField               | Recap              |
| 14                | 9 dicembre         | Baltimore Ravens        | V 31–28 (dts)      | 7–6                | FedExField               | Recap              |
| 15                | 16 dicembre        | at Cleveland Browns     | V 38–21            | 8–6                | Cleveland Browns Stadium | Recap              |
| 16                | 23 dicembre        | at Philadelphia Eagles  | V 27–20            | 9–6                | Lincoln Financial Field  | Recap              |
| 17                | 30 dicembre        | Dallas Cowboys          | V 28–18            | 10–6               | FedExField               | Recap              |

Nota: gli avversari della propria division sono in grassetto.

### Playoff
| Playoff   |                |                      |           |        |            |         |
| Turno     | Data           | Avversario (seed)    | Risultato | Record | Stadio     | Sintesi |
| Wild Card | 6 gennaio 2013 | Seattle Seahawks (5) | S 14–24   | 0–1    | FedExField | Recap   |

## Classifiche
| NFC East                |    |    |   |      |     |      |     |     |     |
|                         | V  | S  | P | %    | DIV | CONF | PF  | PS  | STR |
| (4) Washington Redskins | 10 | 6  | 0 | .625 | 5–1 | 8–4  | 436 | 388 | V7  |
| New York Giants         | 9  | 7  | 0 | .563 | 3–3 | 8–4  | 429 | 344 | V1  |
| Dallas Cowboys          | 8  | 8  | 0 | .500 | 3–3 | 5–7  | 376 | 400 | S2  |
| Philadelphia Eagles     | 4  | 12 | 0 | .250 | 1–5 | 2–10 | 280 | 444 | S3  |

## Premi
- Robert Griffin III:

rookie offensivo dell'anno